# باتريك أنتوني لولور
باتريك أنتوني لولور (بالإنجليزية: Patrick Anthony Lawlor)‏ هو صحفي نيوزلندي، ولد في 12 فبراير 1893، وتوفي في 19 يناير 1979 في ويلينغتون في نيوزيلندا.